# Tyger (álbum)
Tyger es el decimoséptimo álbum de estudio del grupo alemán de música electrónica Tangerine Dream. Publicado en 1987 por el sello Jive Records se trata de un álbum conceptal en el que se cantan poemas de escritor William Blake (1757-1827). Destaca por ser el último álbum de estudio con participación de Christopher Franke quien, meses después, abandonaría el grupo tras permanecer en el 17 años.
Stephen Thomas Erlewine, en su crítica para AllMusic, destaca que "puede no ser uno de los álbumes más accesibles del catálogo de Tangerine Dream pero para quienes deseen explorar el lado más aventurero del grupo merece la pena".

## Producción

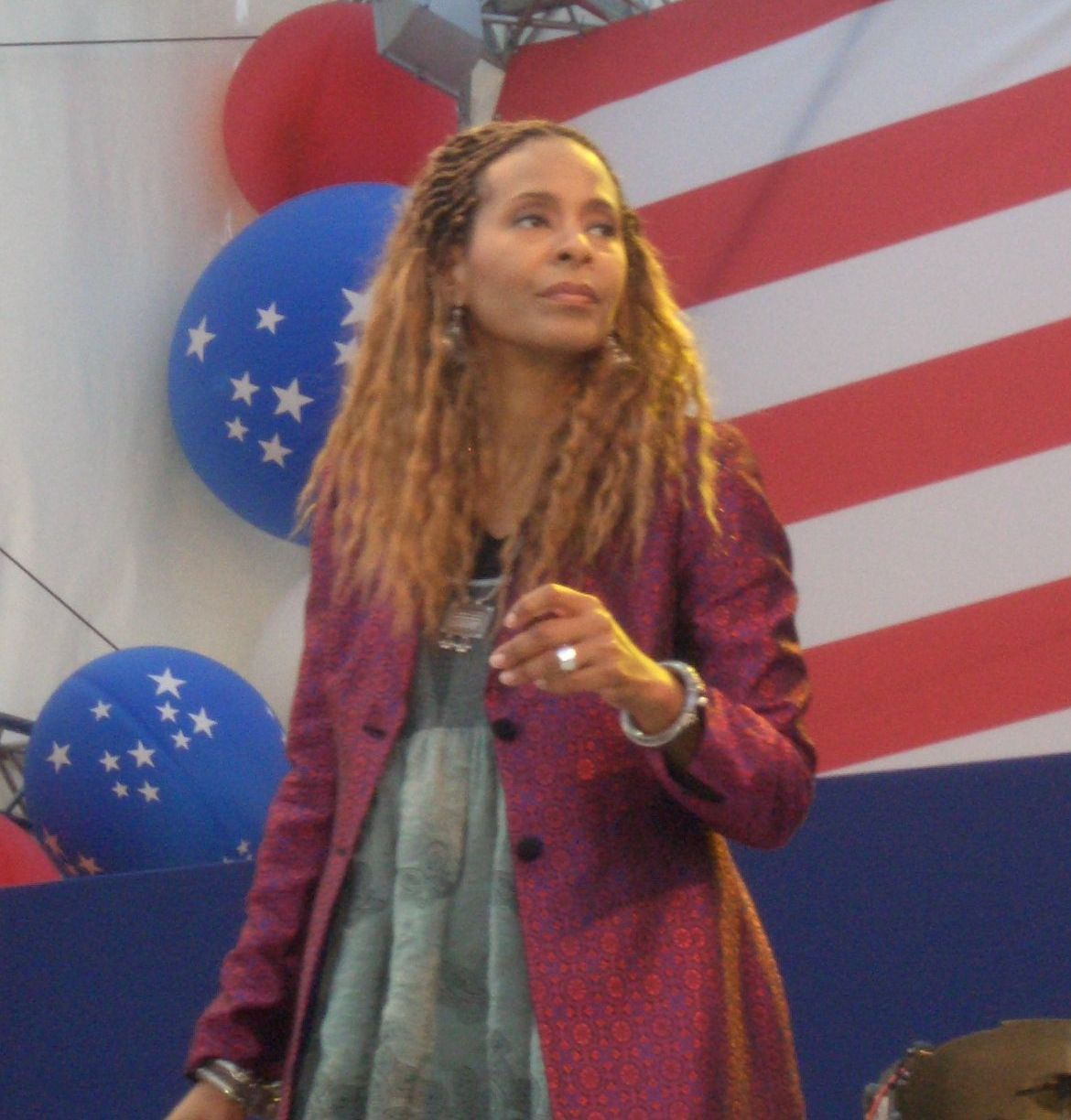
Jocelyn B. Smith intérprete de las canciones vocales

En febrero de 1987 la cantante neoyorkina Jocelyn Bernardette Smith entabló una colaboración con Tangerine Dream en sus estudios de Viena y Berlín con la intención de transformar una serie de poemas del artista británico William Blake. El trabajo de Smith y las sesiones de grabación fueron muy exigentes y, como sucediera en la grabación del anterior disco vocal de Tangerine Dream Cyclone (1978), llevó a profundas desavenencias durante la producción. Según Edgar Froese la cantante no comprendía el estilo de letras escritas por Blake que mezclaban aspectos políticos, sociales o esotéricos.

"¡Soy cantante de R&B y no quiero hacer esta porquería colegial!"
Jocelyn Bernardette Smith 

Tyger fue un proyecto impulsado principalmente por Froese que, pese a contar con la incomprensión del resto de integrantes de la banda y de la propia cantante, defendió en público.

"Incluso mis colegas no lo entendieron, así que no culpo a Jocelyn ni a nadie más. La grabación fue un trabajo muy arduo pero fue mi criatura y asumo toda la responsabilidad de esa grabación".
Edgar Froese 

Tras su publicación en junio de 1987 el álbum generó discrepancia entre un sector de los seguidores al percibir una cierta línea más comercial en la música. No obstante la práctica de adaptar temas literarios como base de sus grabaciones sería una línea de trabajo del grupo en álbumes posteriores como Finnegans Wake (2011), The Island Of The Fay (2011) o The Castle (2013). Paul Haslinger también valoró el álbum como un camino que el grupo estaba deseoso de transitar.

"Este proyecto tomó forma por nuestro deseo de afrontar un nuevo intento de trabajar la voz. Creo que tuvimos éxito a la hora de evitar la norma pero en general nosotros, o al menos yo, no entendimos lo suficiente sobre la perspectiva de la cantante para hacer que realmente funcionara."
Paul Haslinger 

En 1987, además de la edición en disco de vinilo, se editaría en formato de disco compacto incluyendo una quinta canción de estilo instrumental titulada «21st Century Common Man (part 1 & 2)». En posteriores reediciones ha habido modificaciones en el listado y duración de las canciones: en la edición de 1992, remasterizada digitalmente y con cambios en el diseño gráfico y portada, «21st Century Common Man» se subdividió en dos temas y se incluyó una canción descartada de la edición original, titulada «Vigour», hasta completar un total de siete canciones. En la reedición de 2012 publicada por Esoteric Records al mismo listado se añadió una octava canción, «Tyger (Seven Inch Single Version)», remezcla de la canción original y que hasta la fecha no se había publicado.
Tyger alcanzó el puesto 88 en las listas de ventas británicas siendo hasta la fecha la última ocasión en que un álbum de estudio de Tangerine Dream, no así otro tipo de álbumes en vivo o compilaciones, accedió a dichas listas.

## Lista de temas

### LP original (1987)
| Cara A |          |                                                |          |  |
| N.º    | Título   | Escritor(es)                                   | Duración |  |
| 1.     | «Tyger»  | Edgar Froese Paul Haslinger Christopher Franke | 5:45     |  |
| 2.     | «London» | Edgar Froese Paul Haslinger Christopher Franke | 14:21    |  |

| Cara B |                        |                                                |          |  |
| N.º    | Título                 | Escritor(es)                                   | Duración |  |
| 3.     | «Alchemy Of The Heart» | Edgar Froese Paul Haslinger Christopher Franke | 12:24    |  |
| 4.     | «Smile»                | Edgar Froese Paul Haslinger Christopher Franke | 6:09     |  |
| 38:41  |                        |                                                |          |  |

### CD original (1987)
| N.º   | Título                                 | Escritor(es)                                   | Duración |  |
| 1.    | «Tyger»                                | Edgar Froese Paul Haslinger Christopher Franke | 5:49     |  |
| 2.    | «London»                               | Edgar Froese Paul Haslinger Christopher Franke | 14:24    |  |
| 3.    | «Alchemy Of The Heart»                 | Edgar Froese Paul Haslinger Christopher Franke | 12:24    |  |
| 4.    | «Smile»                                | Edgar Froese Paul Haslinger Christopher Franke | 6:11     |  |
| 5.    | «21st Century Common Man (part 1 & 2)» | Edgar Froese Paul Haslinger Christopher Franke | 8:50     |  |
| 47:30 |                                        |                                                |          |  |

### CD (reedición de 1992)
| N.º   | Título                             | Escritor(es)                                   | Duración |  |
| 1.    | «Tyger»                            | Edgar Froese Paul Haslinger Christopher Franke | 5:09     |  |
| 2.    | «London»                           | Edgar Froese Paul Haslinger Christopher Franke | 14:21    |  |
| 3.    | «Alchemy Of The Heart»             | Edgar Froese Paul Haslinger Christopher Franke | 12:01    |  |
| 4.    | «Smile»                            | Edgar Froese Paul Haslinger Christopher Franke | 5:54     |  |
| 5.    | «21st Century Common Man (Part 1)» | Edgar Froese Paul Haslinger Christopher Franke | 4:48     |  |
| 6.    | «21st Century Common Man (Part 2)» | Edgar Froese Paul Haslinger Christopher Franke | 3:57     |  |
| 7.    | «Vigour»                           | Edgar Froese Paul Haslinger Christopher Franke | 4:56     |  |
| 51:22 |                                    |                                                |          |  |

### CD (reedición de 2012)
| N.º   | Título                              | Escritor(es)                                   | Duración |  |
| 1.    | «Tyger»                             | Edgar Froese Paul Haslinger Christopher Franke | 5:49     |  |
| 2.    | «London»                            | Edgar Froese Paul Haslinger Christopher Franke | 14:24    |  |
| 3.    | «Alchemy Of The Heart»              | Edgar Froese Paul Haslinger Christopher Franke | 12:16    |  |
| 4.    | «Smile»                             | Edgar Froese Paul Haslinger Christopher Franke | 6:11     |  |
| 5.    | «21st Century Common Man (Part 1)»  | Edgar Froese Paul Haslinger Christopher Franke | 4:49     |  |
| 6.    | «21st Century Common Man (Part 2)»  | Edgar Froese Paul Haslinger Christopher Franke | 4:03     |  |
| 7.    | «Vigour»                            | Edgar Froese Paul Haslinger Christopher Franke | 4:58     |  |
| 8.    | «Tyger (Seven Inch Single Version)» | Edgar Froese Paul Haslinger Christopher Franke | 4:27     |  |
| 56:55 |                                     |                                                |          |  |

## Personal
- Edgar Froese - instrumentación, ingeniería de grabación y producción
- Christopher Franke - instrumentación, ingeniería de grabación y producción
- Paul Haslinger - instrumentación, ingeniería de grabación y producción
- Jocelyn Bernadette Smith – voces en «Tyger», «London» y «Smile»
- Christian Gstettner - sampleado
- Christian Stegmaier - masterización
- Monica Froese - diseño gráfico